# Carla Solari
María Carla Solari (Ramos Mejía, Buenos Aires, 26 de febrero de 1974) es una actriz, autora y docente de teatro. 

## Trayectoria
Comenzó sus estudios en el Conservatorio Nacional de Arte Dramático en Buenos Aires graduándose con el título de Actriz Nacional. Luego obtuvo la Licenciatura en Actuación en la Universidad Nacional de las Artes.
Continuó su formación actoral con maestros como Ricardo Bartís, Miguel Guerberof y Rubén Szuchmacher; a nivel internacional con Yolanda Vázquez (del Shakespeare Globe de Londres) y Eduardo Vasco (Director de la Compañía Nacional de Teatro Clásico en España).
En el año 2015 ganó el premio Florencio Sánchez como "Revelación Femenina 2014" por su rol protagónico en Fedra de Yannis Ritsos con la dirección de Ana Fouroulis.

## Obras
- (2015) Miguel Guerberof en escena  Editorial Corregidor. ISBN 978-950-053076-7.
- (2012) Stanislavsky en la obra del director, maestro y actor Miguel Guerberof  Editorial Argus ISBN 978-987-28621-2-1
- (2022) La voz privada Editorial MT Ediciones ISBN 978-987-89230-00

## Premios
- Florencio Sánchez como "Revelación Femenina 2014"